# Olga Nazarova
Olga Nazarova (Tula, Unión Soviética, 1 de enero de 1965) es una ex atleta soviética, especializada en la prueba de 400m en la que llegó a ser campeona mundial en la posta 4x400 m en Tokyo 1991.

## Carrera deportiva
En el Mundial de Roma 1987 integró el equipo soviético que ganó la medalla de plata en los relevos 4x400 metros, con un tiempo de 3:19.50 segundos, tras Alemania del Este y por delante de Estados Unidos, siendo sus compañeras de equipo: Aelita Yurchenko, Mariya Pinigina y Olga Bryzgina.
Cuatro años más tarde, en el mundial de Tokio 1991 ganó la medalla de oro en la misma prueba, por delante de Estados Unidos y Alemania.